# Гравиц, Пауль
Па́уль Гра́виц (нем. Paul Grawitz; 1 октября 1850, Церрин, Померания — 27 июня 1932, Грайфсвальд, Мекленбург-Передняя Померания, Германия) — известный немецкий врач-патолог, профессор (с 1886 г.), доктор медицины, академик. Брат гематолога Эрнста Гравица (1860—1911) и отчим патолога Отто Буссе (1867—1932); дед Эрнста-Роберта Гравица (1899—1945) — начальника медицинской службы СС в 1935—1945 гг., нацистского военного преступника.

## Биография
Медицинское образование получил в 1869—1874 гг. в Университете Галле, затем в Берлинском университете. Ещё будучи студентом, до 1886 г. состоял ассистентом в Берлинском патологическом институте; ближайший помощник Рудольфа Вирхова.
С 1886 по 1921 годы был профессором патологической анатомии в Грайфсвальдском университете. Там же руководил институтом патологии.

## Научная деятельность
Автор более чем 70 научных работ в разнообразных областях патологической анатомии. Наиболее известными являются труды, посвященные особым опухолям почек, исторически обозначаемых как «Гравицевские опухоли».
В 1893 г. впервые описал почечно-клеточный рак и предложил для данной разновидности опухолей название «гипернефрома». В 1884 г. он подробно разработал гистологию данных опухолей; при этом доказывал, что данные опухоли происходят из узелков надпочечников, оказавшихся в почках при зародышевом формировании последних. В настоящее время общепринята версия о происхождении этих опухолей из эпителия почек (почему имеется тенденция заменять название «гипернефрома» индифферентным обозначением «Гравицевская опухоль»).

## Избранные научные труды
- Die Medizin der Gegenwart in Selbstdarstellungen, 1923.
- Die Lösung der Keratitisfrage unter Anwendung der Plasmakultur. Halle: Niemeyer, 1919.
- Anleitung zum Selbstudium der pathologischen Anatomie. Greifswald: Adler, 1919.
- Abbau und Entzündung des Herzklappengewebes. Berlin: Schoetz, 1914.
- Auswanderung der Cohnheimischen Entzündungsspieße aus der Cornea. Greifswald: Adler, 1914.
- Erklärung der Photogramme über zellige Umwandlung von fibroelastischem Gewebe im Museum des Greifswalder pathologischen Instituts. Greifswald: Adler, 1914—1916.
- Über Zellenbildung in Cornea und Herzklappen. Greifswald: Hans Adler, 1913.